# Bintão
Bintão ou Bintan (em indonésio:  Pualu Bintan ou Negeri Segantang Lada) é uma ilha da Indonésia, a maior do arquipélago de Riau, formado por mais de 3000 ilhas.
Com 2402 km² de área, está situada a cerca de 48 km a sudeste de Singapura. Sua capital é a cidade de Tanjung Pinang. Nela se encontram minas de bauxita e estanho. Possui um aeroporto.
Faz parte da província das Ilhas Riau, cuja capital, Tanjung Pinang, fica no sul de Bintan.
O sultão de Malaca, quando fugiu após ser derrotado do seu sultanato em 1511, refugiou-se aqui em Bintão e até 1526, quando os portugueses finalmente conquistaram este território e o devolveram ao seu rei legítimo, que avassalaram.